# رالف ویلسون (ژیمناست)
رالف ویلسون (انگلیسی: Ralph Wilson؛ زادهٔ ۲۴ ژوئن ۱۸۸۰ - درگذشته نامشخص) ژیمناست هنری اهل ایالات متحده آمریکا بود.